# Lista uczestników Tour de France 2013
Lista uczestników Tour de France 2013:
W Tour de France 2013 wystartowało 198 zawodników z 22 profesjonalnych ekip. Wyścig ukończyło 169 kolarzy.

## Lista uczestników
| Legenda | Legenda                                                                                         |
| ------- | ----------------------------------------------------------------------------------------------- |
|         | Zwycięzca klasyfikacji generalnej                                                               |
|         | Zwycięzca klasyfikacji górskiej                                                                 |
|         | Zwycięzca klasyfikacji punktowej                                                                |
|         | Zwycięzca klasyfikacji młodzieżowej                                                             |
| DNS     | Oznaczenie zawodników, którzy nie przystąpili do danego etapu                                   |
| DNF     | Oznaczenie zawodników, którzy nie ukończyli danego etapu                                        |
| HD      | Oznaczenie zawodników, którzy przekroczyli limit czasowy na danym etapie                        |
| *       | Oznaczenie zawodników urodzonych po 1 stycznia 1988, uwzględnianych w klasyfikacji młodzieżowej |

| Sky Procycling SKY                                  | Sky Procycling SKY   | Sky Procycling SKY | Sky Procycling SKY                               | Sky Procycling SKY |
| Numer                                               | Zawodnik             | Państwo            | Uwagi                                            | Miejsce            |
| --------------------------------------------------- | -------------------- | ------------------ | ------------------------------------------------ | ------------------ |
| 1                                                   | Christopher Froome   | Wielka Brytania    | Zwycięzca klasyfikacji generalnej                | 1.                 |
| 2                                                   | Edvald Boasson Hagen | Norwegia           | Mistrz Norwegii w jeździe indywidualnej na czas  | DNS-13             |
| 3                                                   | Peter Kennaugh*      | Wielka Brytania    |                                                  | 77.                |
| 4                                                   | Wasil Kiryjenka      | Białoruś           |                                                  | HD-9               |
| 5                                                   | David López García   | Hiszpania          |                                                  | 127.               |
| 6                                                   | Richie Porte         | Australia          |                                                  | 19.                |
| 7                                                   | Kanstancin Siucou    | Białoruś           | Mistrz Białorusi w jeździe indywidualnej na czas | 90.                |
| 8                                                   | Ian Stannard         | Wielka Brytania    |                                                  | 135.               |
| 9                                                   | Geraint Thomas       | Wielka Brytania    |                                                  | 140.               |
| Dyrektorzy sportowi: Nicolas Portal, Servais Knaven |                      |                    |                                                  |                    |

| Cannondale CAN                                     | Cannondale CAN       | Cannondale CAN    | Cannondale CAN                                                                   | Cannondale CAN |
| Numer                                              | Zawodnik             | Państwo           | Uwagi                                                                            | Miejsce        |
| -------------------------------------------------- | -------------------- | ----------------- | -------------------------------------------------------------------------------- | -------------- |
| 11                                                 | Peter Sagan*         | Słowacja          | Mistrz Słowacji w wyścigu ze startu wspólnego · Zwycięzca klasyfikacji punktowej | 82.            |
| 12                                                 | Maciej Bodnar        | Polska            | Mistrz Polski w jeździe indywidualnej na czas                                    | 114.           |
| 13                                                 | Alessandro De Marchi | Włochy            |                                                                                  | 71.            |
| 14                                                 | Edward King          | Stany Zjednoczone |                                                                                  | HD-4           |
| 15                                                 | Kristijan Koren      | Słowenia          |                                                                                  | 100.           |
| 16                                                 | Alan Marangoni       | Włochy            |                                                                                  | 111.           |
| 17                                                 | Moreno Moser*        | Włochy            |                                                                                  | 94.            |
| 18                                                 | Fabio Sabatini       | Włochy            |                                                                                  | 117.           |
| 19                                                 | Brian Vandborg       | Dania             | Mistrz Danii w jeździe indywidualnej na czas                                     | 55.            |
| Dyrektorzy sportowi: Stefano Zanatta, Mario Scirea |                      |                   |                                                                                  |                |

| Lotto-Belisol LTB                                | Lotto-Belisol LTB        | Lotto-Belisol LTB | Lotto-Belisol LTB                            | Lotto-Belisol LTB |
| Numer                                            | Zawodnik                 | Państwo           | Uwagi                                        | Miejsce           |
| ------------------------------------------------ | ------------------------ | ----------------- | -------------------------------------------- | ----------------- |
| 21                                               | Jurgen Van den Broeck    | Belgia            |                                              | DNS-6             |
| 22                                               | Lars Bak                 | Dania             |                                              | 108.              |
| 23                                               | Bart De Clercq           | Belgia            |                                              | 38.               |
| 24                                               | André Greipel            | Niemcy            | Mistrz Niemiec w wyścigu ze startu wspólnego | 129.              |
| 25                                               | Adam Hansen              | Australia         |                                              | 72.               |
| 26                                               | Gregory Robert Henderson | Nowa Zelandia     |                                              | 162.              |
| 27                                               | Jürgen Roelandts         | Belgia            |                                              | 160.              |
| 28                                               | Marcel Sieberg           | Niemcy            |                                              | DNF-19            |
| 29                                               | Frederik Willems         | Belgia            |                                              | 163.              |
| Dyrektorzy sportowi: Herman Frison, Marc Wauters |                          |                   |                                              |                   |

| BMC Racing Team BMC                               | BMC Racing Team BMC | BMC Racing Team BMC | BMC Racing Team BMC                             | BMC Racing Team BMC |
| Numer                                             | Zawodnik            | Państwo             | Uwagi                                           | Miejsce             |
| ------------------------------------------------- | ------------------- | ------------------- | ----------------------------------------------- | ------------------- |
| 31                                                | Cadel Evans         | Australia           |                                                 | 39.                 |
| 32                                                | Brent Bookwalter    | Stany Zjednoczone   |                                                 | 91.                 |
| 33                                                | Marcus Burghardt    | Niemcy              |                                                 | 98.                 |
| 34                                                | Philippe Gilbert    | Belgia              | Mistrz świata w wyścigu ze startu wspólnego     | 62.                 |
| 35                                                | Amaël Moinard       | Francja             |                                                 | 56.                 |
| 36                                                | Steve Morabito      | Szwajcaria          |                                                 | 35.                 |
| 37                                                | Manuel Quinziato    | Włochy              |                                                 | 85.                 |
| 38                                                | Michael Schär       | Szwajcaria          | Mistrz Szwajcarii w wyścigu ze startu wspólnego | DNS-9               |
| 39                                                | Tejay van Garderen* | Stany Zjednoczone   |                                                 | 45.                 |
| Dyrektorzy sportowi: John Lelangue, Fabio Baldato |                     |                     |                                                 |                     |

| RadioShack-Leopard RLT                            | RadioShack-Leopard RLT | RadioShack-Leopard RLT | RadioShack-Leopard RLT | RadioShack-Leopard RLT |
| Numer                                             | Zawodnik               | Państwo                | Uwagi                  | Miejsce                |
| ------------------------------------------------- | ---------------------- | ---------------------- | ---------------------- | ---------------------- |
| 41                                                | Andy Schleck           | Luksemburg             |                        | 20.                    |
| 42                                                | Jan Bakelants          | Belgia                 |                        | 18.                    |
| 43                                                | Laurent Didier         | Luksemburg             |                        | 53.                    |
| 44                                                | Tony Gallopin*         | Francja                |                        | 58.                    |
| 45                                                | Markel Irizar Aranburu | Hiszpania              |                        | 103.                   |
| 46                                                | Andreas Klöden         | Niemcy                 |                        | 30.                    |
| 47                                                | Maxime Monfort         | Belgia                 |                        | 14.                    |
| 48                                                | Jens Voigt             | Niemcy                 |                        | 67.                    |
| 49                                                | Haimar Zubeldia Agirre | Hiszpania              |                        | 36.                    |
| Dyrektorzy sportowi: Kim Andersen, Alain Gallopin |                        |                        |                        |                        |

| Team Europcar EUC                                    | Team Europcar EUC | Team Europcar EUC | Team Europcar EUC                            | Team Europcar EUC |
| Numer                                                | Zawodnik          | Państwo           | Uwagi                                        | Miejsce           |
| ---------------------------------------------------- | ----------------- | ----------------- | -------------------------------------------- | ----------------- |
| 51                                                   | Pierre Rolland    | Francja           |                                              | 24.               |
| 52                                                   | Yukiya Arashiro   | Japonia           | Mistrz Japonii w wyścigu ze startu wspólnego | 99.               |
| 53                                                   | Jérôme Cousin*    | Francja           |                                              | 156.              |
| 54                                                   | Cyril Gautier     | Francja           |                                              | 32.               |
| 55                                                   | Yohann Gène       | Francja           |                                              | 158.              |
| 56                                                   | Davide Malacarne  | Włochy            |                                              | 49.               |
| 57                                                   | Kévin Reza*       | Francja           |                                              | 134.              |
| 58                                                   | David Veilleux    | Kanada            |                                              | 123.              |
| 59                                                   | Thomas Voeckler   | Francja           |                                              | 65.               |
| Dyrektorzy sportowi: Andy Flickinger, Ismaël Mottier |                   |                   |                                              |                   |

| Astana Pro Team AST                                  | Astana Pro Team AST | Astana Pro Team AST | Astana Pro Team AST | Astana Pro Team AST |
| Numer                                                | Zawodnik            | Państwo             | Uwagi               | Miejsce             |
| ---------------------------------------------------- | ------------------- | ------------------- | ------------------- | ------------------- |
| 61                                                   | Janez Brajkovič     | Słowenia            |                     | DNS-7               |
| 62                                                   | Asan Bazajew        | Kazachstan          |                     | 168.                |
| 63                                                   | Jakob Fuglsang      | Dania               |                     | 7.                  |
| 64                                                   | Enrico Gasparotto   | Włochy              |                     | 95.                 |
| 65                                                   | Francesco Gavazzi   | Włochy              |                     | 84.                 |
| 66                                                   | Andriej Kaszeczkin  | Kazachstan          |                     | DNF-3               |
| 67                                                   | Fredrik Kessiakoff  | Szwecja             |                     | DNF-6               |
| 68                                                   | Aleksiej Łucenko*   | Kazachstan          |                     | DNF-18              |
| 69                                                   | Dmitrij Murawjow    | Kazachstan          |                     | 167.                |
| Dyrektorzy sportowi: Dimitri Sedoun, Dmitriy Fofonov |                     |                     |                     |                     |

| FDJ                                                 | FDJ                    | FDJ      | FDJ                                          | FDJ     |
| Numer                                               | Zawodnik               | Państwo  | Uwagi                                        | Miejsce |
| --------------------------------------------------- | ---------------------- | -------- | -------------------------------------------- | ------- |
| 71                                                  | Thibaut Pinot*         | Francja  |                                              | DNS-16  |
| 72                                                  | William Bonnet         | Francja  |                                              | DNF-18  |
| 73                                                  | Nacer Bouhanni*        | Francja  |                                              | DNF-6   |
| 74                                                  | Pierrick Fédrigo       | Francja  |                                              | 59.     |
| 75                                                  | Murilo Antonio Fischer | Brazylia |                                              | 133.    |
| 76                                                  | Alexandre Geniez*      | Francja  |                                              | 44.     |
| 77                                                  | Arnold Jeannesson      | Francja  |                                              | 29.     |
| 78                                                  | Jérémy Roy             | Francja  |                                              | 126.    |
| 79                                                  | Arthur Vichot          | Francja  | Mistrz Francji w wyścigu ze startu wspólnego | 66.     |
| Dyrektorzy sportowi: Thierry Bricaud, Franck Pineau |                        |          |                                              |         |

| Ag2r-La Mondiale ALM                               | Ag2r-La Mondiale ALM   | Ag2r-La Mondiale ALM | Ag2r-La Mondiale ALM | Ag2r-La Mondiale ALM |
| Numer                                              | Zawodnik               | Państwo              | Uwagi                | Miejsce              |
| -------------------------------------------------- | ---------------------- | -------------------- | -------------------- | -------------------- |
| 81                                                 | Jean-Christophe Péraud | Francja              |                      | DNF-17               |
| 82                                                 | Romain Bardet*         | Francja              |                      | 15.                  |
| 83                                                 | Maxime Bouet           | Francja              |                      | DNS-6                |
| 84                                                 | Samuel Dumoulin        | Francja              |                      | 143.                 |
| 85                                                 | Hubert Dupont          | Francja              |                      | 34.                  |
| 86                                                 | John Gadret            | Francja              |                      | 22.                  |
| 87                                                 | Blel Kadri             | Francja              |                      | 125.                 |
| 88                                                 | Sébastien Minard       | Francja              |                      | 124.                 |
| 89                                                 | Christophe Riblon      | Francja              |                      | 37.                  |
| Dyrektorzy sportowi: Vincent Lavenu, Julien Jurdie |                        |                      |                      |                      |

| Team Saxo-Tinkoff TST                                 | Team Saxo-Tinkoff TST          | Team Saxo-Tinkoff TST | Team Saxo-Tinkoff TST | Team Saxo-Tinkoff TST |
| Numer                                                 | Zawodnik                       | Państwo               | Uwagi                 | Miejsce               |
| ----------------------------------------------------- | ------------------------------ | --------------------- | --------------------- | --------------------- |
| 91                                                    | Alberto Contador Velasco       | Hiszpania             |                       | 4.                    |
| 92                                                    | Daniele Bennati                | Włochy                |                       | 107.                  |
| 93                                                    | Jesús Hernández Blázquez       | Hiszpania             |                       | 43.                   |
| 94                                                    | Roman Kreuziger                | Czechy                |                       | 5.                    |
| 95                                                    | Benjamín Noval González        | Hiszpania             |                       | DNF-9                 |
| 96                                                    | Sérgio Miguel Moreira Paulinho | Portugalia            |                       | 136.                  |
| 97                                                    | Nicolas Roche                  | Irlandia              |                       | 40.                   |
| 98                                                    | Michael Rogers                 | Australia             |                       | 16.                   |
| 99                                                    | Matteo Tosatto                 | Włochy                |                       | 92.                   |
| Dyrektorzy sportowi: Philippe Mauduit, Fabrizio Guidi |                                |                       |                       |                       |

| Team Katusha KAT                                   | Team Katusha KAT         | Team Katusha KAT | Team Katusha KAT                             | Team Katusha KAT |
| Numer                                              | Zawodnik                 | Państwo          | Uwagi                                        | Miejsce          |
| -------------------------------------------------- | ------------------------ | ---------------- | -------------------------------------------- | ---------------- |
| 101                                                | Joaquim Rodríguez Oliver | Hiszpania        |                                              | 3.               |
| 102                                                | Pawieł Brutt             | Rosja            |                                              | 110.             |
| 103                                                | Alexander Kristoff       | Norwegia         |                                              | 147.             |
| 104                                                | Alaksandr Kuczynski      | Białoruś         |                                              | 141.             |
| 105                                                | Alberto Losada Alguacil  | Hiszpania        |                                              | 109.             |
| 106                                                | Daniel Moreno Fernandez  | Hiszpania        |                                              | 17.              |
| 107                                                | Gatis Smukulis           | Łotwa            | Mistrz Łotwy w jeździe indywidualnej na czas | 119.             |
| 108                                                | Jurij Trofimow           | Rosja            |                                              | 51.              |
| 109                                                | Eduard Worganow          | Rosja            |                                              | 48.              |
| Dyrektorzy sportowi: Valerio Piva, Torsten Schmidt |                          |                  |                                              |                  |

| Euskaltel-Euskadi EUS                                            | Euskaltel-Euskadi EUS       | Euskaltel-Euskadi EUS | Euskaltel-Euskadi EUS | Euskaltel-Euskadi EUS |
| Numer                                                            | Zawodnik                    | Państwo               | Uwagi                 | Miejsce               |
| ---------------------------------------------------------------- | --------------------------- | --------------------- | --------------------- | --------------------- |
| 111                                                              | Igor Antón Hernandez        | Hiszpania             |                       | 69.                   |
| 112                                                              | Mikel Astarloza Chaurreau   | Hiszpania             |                       | 42.                   |
| 113                                                              | Gorka Izagirre Intxausti    | Hiszpania             |                       | DNS-17                |
| 114                                                              | Jon Izagirre Intxausti*     | Hiszpania             |                       | 23.                   |
| 115                                                              | Juan José Lobato del Valle* | Hiszpania             |                       | 78.                   |
| 116                                                              | Mikel Nieve Iturralde       | Hiszpania             |                       | 12.                   |
| 117                                                              | Juan José Oroz Ugalde       | Hiszpania             |                       | 165.                  |
| 118                                                              | Ruben Perez Moreno          | Hiszpania             |                       | 139.                  |
| 119                                                              | Romain Sicard*              | Francja               |                       | 122.                  |
| Dyrektorzy sportowi: Álvaro González de Galdeano, Oscar Guerrero |                             |                       |                       |                       |

| Movistar Team MOV                                           | Movistar Team MOV               | Movistar Team MOV | Movistar Team MOV                                                     | Movistar Team MOV |
| Numer                                                       | Zawodnik                        | Państwo           | Uwagi                                                                 | Miejsce           |
| ----------------------------------------------------------- | ------------------------------- | ----------------- | --------------------------------------------------------------------- | ----------------- |
| 121                                                         | Alejandro Valverde Belmonte     | Hiszpania         |                                                                       | 8.                |
| 122                                                         | Andrey Amador Bikkazakova       | Kostaryka         |                                                                       | 54.               |
| 123                                                         | Jonathan Castroviejo Nicolás    | Hiszpania         | Mistrz Hiszpanii w jeździe indywidualnej na czas                      | 97.               |
| 124                                                         | Rui Alberto Faria da Costa      | Portugalia        | Mistrz Portugalii w jeździe indywidualnej na czas                     | 27.               |
| 125                                                         | Imanol Erviti Ollo              | Hiszpania         |                                                                       | 118.              |
| 126                                                         | José Iván Gutiérrez Palacios    | Hiszpania         |                                                                       | DNF-9             |
| 127                                                         | Rubén Plaza Molina              | Hiszpania         |                                                                       | 47.               |
| 128                                                         | Nairo Alexander Quintana Rojas* | Kolumbia          | Zwycięzca klasyfikacji górskiej · Zwycięzca klasyfikacji młodzieżowej | 2.                |
| 129                                                         | José Joaquín Rojas Gil          | Hiszpania         |                                                                       | 79.               |
| Dyrektorzy sportowi: José Luis Arrieta, José Luis Jaimerena |                                 |                   |                                                                       |                   |

| Cofidis COF                                      | Cofidis COF              | Cofidis COF | Cofidis COF                                  | Cofidis COF |
| Numer                                            | Zawodnik                 | Państwo     | Uwagi                                        | Miejsce     |
| ------------------------------------------------ | ------------------------ | ----------- | -------------------------------------------- | ----------- |
| 131                                              | Rein Taaramäe            | Estonia     | Mistrz Estonii w wyścigu ze startu wspólnego | 102.        |
| 132                                              | Yoann Bagot              | Francja     |                                              | DNF-3       |
| 133                                              | Jérôme Coppel            | Francja     |                                              | 63.         |
| 134                                              | Egoitz García Echeguibel | Hiszpania   |                                              | 115.        |
| 135                                              | Christophe Le Mével      | Francja     |                                              | DNF-19      |
| 136                                              | Guillaume Levarlet       | Francja     |                                              | 61.         |
| 137                                              | Luis Ángel Maté Mardones | Hiszpania   |                                              | 88.         |
| 138                                              | Rudy Molard*             | Francja     |                                              | 73.         |
| 139                                              | Daniel Navarro García    | Hiszpania   |                                              | 9.          |
| Dyrektorzy sportowi: Didier Rous, Alain Deloeuil |                          |             |                                              |             |

| Lampre-Merida LAM                                | Lampre-Merida LAM        | Lampre-Merida LAM | Lampre-Merida LAM | Lampre-Merida LAM |
| Numer                                            | Zawodnik                 | Państwo           | Uwagi             | Miejsce           |
| ------------------------------------------------ | ------------------------ | ----------------- | ----------------- | ----------------- |
| 141                                              | Damiano Cunego           | Włochy            |                   | 55.               |
| 142                                              | Matteo Bono              | Włochy            |                   | DNF-8             |
| 143                                              | Davide Cimolai*          | Włochy            |                   | 137.              |
| 144                                              | Elia Favilli*            | Włochy            |                   | 128.              |
| 145                                              | Roberto Ferrari          | Włochy            |                   | 157.              |
| 146                                              | Adriano Malori*          | Włochy            |                   | DNF-7             |
| 147                                              | Manuele Mori             | Włochy            |                   | 76.               |
| 148                                              | Przemysław Niemiec       | Polska            |                   | 57.               |
| 149                                              | José Rodolfo Serpa Pérez | Kolumbia          |                   | 21.               |
| Dyrektorzy sportowi: Orlando Maini, Bruno Vicino |                          |                   |                   |                   |

| Omega Pharma-Quick Step OPQ                           | Omega Pharma-Quick Step OPQ | Omega Pharma-Quick Step OPQ | Omega Pharma-Quick Step OPQ                                                                    | Omega Pharma-Quick Step OPQ |
| Numer                                                 | Zawodnik                    | Państwo                     | Uwagi                                                                                          | Miejsce                     |
| ----------------------------------------------------- | --------------------------- | --------------------------- | ---------------------------------------------------------------------------------------------- | --------------------------- |
| 151                                                   | Mark Cavendish              | Wielka Brytania             | Mistrz Wielkiej Brytanii w wyścigu ze startu wspólnego                                         | 148.                        |
| 152                                                   | Sylvain Chavanel            | Francja                     | Mistrz Francji w jeździe indywidualnej na czas                                                 | 31.                         |
| 153                                                   | Michał Kwiatkowski*         | Polska                      | Mistrz Polski w wyścigu ze startu wspólnego                                                    | 11.                         |
| 154                                                   | Tony Martin                 | Niemcy                      | Mistrz świata w jeździe indywidualnej na czas · Mistrz Niemiec w jeździe indywidualnej na czas | 106.                        |
| 155                                                   | Jérôme Pineau               | Francja                     |                                                                                                | 159.                        |
| 156                                                   | Gert Steegmans              | Belgia                      |                                                                                                | 153.                        |
| 157                                                   | Niki Terpstra               | Holandia                    |                                                                                                | 149.                        |
| 158                                                   | Matteo Trentin*             | Włochy                      |                                                                                                | 142.                        |
| 159                                                   | Peter Velits                | Słowacja                    | Mistrz Słowacji w jeździe indywidualnej na czas                                                | 25.                         |
| Dyrektorzy sportowi: Wilfried Peeters, Davide Bramati |                             |                             |                                                                                                |                             |

| Belkin Pro Cycling Team BEL                        | Belkin Pro Cycling Team BEL | Belkin Pro Cycling Team BEL | Belkin Pro Cycling Team BEL | Belkin Pro Cycling Team BEL |
| Numer                                              | Zawodnik                    | Państwo                     | Uwagi                       | Miejsce                     |
| -------------------------------------------------- | --------------------------- | --------------------------- | --------------------------- | --------------------------- |
| 161                                                | Lars Boom                   | Holandia                    |                             | 105.                        |
| 162                                                | Robert Gesink               | Holandia                    |                             | 26.                         |
| 163                                                | Tom Leezer                  | Holandia                    |                             | 150.                        |
| 164                                                | Bauke Mollema               | Holandia                    |                             | 6.                          |
| 165                                                | Lars Petter Nordhaug        | Norwegia                    |                             | 50.                         |
| 166                                                | Bram Tankink                | Holandia                    |                             | 64.                         |
| 167                                                | Laurens ten Dam             | Holandia                    |                             | 13.                         |
| 168                                                | Sep Vanmarcke*              | Belgia                      |                             | 131.                        |
| 169                                                | Maarten Wynants             | Belgia                      |                             | 132.                        |
| Dyrektorzy sportowi: Nico Verhoeven, Frans Maassen |                             |                             |                             |                             |

| Garmin-Sharp GRS                                        | Garmin-Sharp GRS      | Garmin-Sharp GRS  | Garmin-Sharp GRS | Garmin-Sharp GRS |
| Numer                                                   | Zawodnik              | Państwo           | Uwagi            | Miejsce          |
| ------------------------------------------------------- | --------------------- | ----------------- | ---------------- | ---------------- |
| 171                                                     | Ryder Hesjedal        | Kanada            |                  | 70.              |
| 172                                                     | Jack Bauer            | Nowa Zelandia     |                  | DNF-19           |
| 173                                                     | Tom Danielson         | Stany Zjednoczone |                  | 60.              |
| 174                                                     | Rohan Dennis*         | Australia         |                  | DNS-9            |
| 175                                                     | Daniel Martin         | Irlandia          |                  | 33.              |
| 176                                                     | David Millar          | Wielka Brytania   |                  | 113.             |
| 177                                                     | Ramūnas Navardauskas* | Litwa             |                  | 120.             |
| 178                                                     | Andrew Talansky*      | Stany Zjednoczone |                  | 10.              |
| 179                                                     | Christian Vande Velde | Stany Zjednoczone |                  | DNF-7            |
| Dyrektorzy sportowi: Charles Wegelius, Bingen Fernández |                       |                   |                  |                  |

| Orica-GreenEdge OGE                               | Orica-GreenEdge OGE | Orica-GreenEdge OGE | Orica-GreenEdge OGE                                                 | Orica-GreenEdge OGE |
| Numer                                             | Zawodnik            | Państwo             | Uwagi                                                               | Miejsce             |
| ------------------------------------------------- | ------------------- | ------------------- | ------------------------------------------------------------------- | ------------------- |
| 181                                               | Simon Gerrans       | Australia           |                                                                     | 80.                 |
| 182                                               | Michael Albasini    | Szwajcaria          |                                                                     | 86.                 |
| 183                                               | Simon Clarke        | Australia           |                                                                     | 68.                 |
| 184                                               | Matthew Goss        | Australia           |                                                                     | 152.                |
| 185                                               | Daryl Impey         | Południowa Afryka   | Mistrz Republiki Południowej Afryki w jeździe indywidualnej na czas | 74.                 |
| 186                                               | Brett Lancaster     | Australia           |                                                                     | 154.                |
| 187                                               | Cameron Meyer*      | Australia           |                                                                     | 130.                |
| 188                                               | Stuart O’Grady      | Australia           |                                                                     | 161.                |
| 189                                               | Svein Tuft          | Kanada              |                                                                     | 169.                |
| Dyrektorzy sportowi: Matthew White, Neil Stephens |                     |                     |                                                                     |                     |

| Argos-Shimano ARG                                      | Argos-Shimano ARG   | Argos-Shimano ARG | Argos-Shimano ARG | Argos-Shimano ARG |
| Numer                                                  | Zawodnik            | Państwo           | Uwagi             | Miejsce           |
| ------------------------------------------------------ | ------------------- | ----------------- | ----------------- | ----------------- |
| 191                                                    | John Degenkolb*     | Niemcy            |                   | 121.              |
| 192                                                    | Roy Curvers         | Holandia          |                   | 145.              |
| 193                                                    | Koen de Kort        | Holandia          |                   | 138.              |
| 194                                                    | Tom Dumoulin*       | Holandia          |                   | 41.               |
| 195                                                    | Johannes Fröhlinger | Niemcy            |                   | 146.              |
| 196                                                    | Simon Geschke       | Niemcy            |                   | 75.               |
| 197                                                    | Marcel Kittel*      | Niemcy            |                   | 166.              |
| 198                                                    | Albert Timmer       | Holandia          |                   | 164.              |
| 199                                                    | Tom Veelers         | Holandia          |                   | DNF-19            |
| Dyrektorzy sportowi: Christian Guiberteau, Rudie Kemna |                     |                   |                   |                   |

| Vacansoleil-DCM VCD                                                 | Vacansoleil-DCM VCD          | Vacansoleil-DCM VCD | Vacansoleil-DCM VCD                             | Vacansoleil-DCM VCD |
| Numer                                                               | Zawodnik                     | Państwo             | Uwagi                                           | Miejsce             |
| ------------------------------------------------------------------- | ---------------------------- | ------------------- | ----------------------------------------------- | ------------------- |
| 201                                                                 | Wout Poels                   | Holandia            |                                                 | 28.                 |
| 202                                                                 | Kris Boeckmans               | Belgia              |                                                 | DNF-19              |
| 203                                                                 | Thomas De Gendt              | Belgia              |                                                 | 96.                 |
| 204                                                                 | Juan Antonio Flecha Giannoni | Hiszpania           |                                                 | 93.                 |
| 205                                                                 | Johnny Hoogerland            | Holandia            | Mistrz Holandii w wyścigu ze startu wspólnego   | 101.                |
| 206                                                                 | Sergey Lagutin               | Uzbekistan          |                                                 | 83.                 |
| 207                                                                 | Boy van Poppel*              | Holandia            |                                                 | 144.                |
| 208                                                                 | Danny van Poppel*            | Holandia            |                                                 | DNS-16              |
| 209                                                                 | Lieuwe Westra                | Holandia            | Mistrz Holandii w jeździe indywidualnej na czas | DNF-21              |
| Dyrektorzy sportowi: Hilaire Van der Schueren, Jean-Paul van Poppel |                              |                     |                                                 |                     |

| Sojasun SOJ                                          | Sojasun SOJ        | Sojasun SOJ | Sojasun SOJ | Sojasun SOJ |
| Numer                                                | Zawodnik           | Państwo     | Uwagi       | Miejsce     |
| ---------------------------------------------------- | ------------------ | ----------- | ----------- | ----------- |
| 211                                                  | Brice Feillu       | Francja     |             | 104.        |
| 212                                                  | Anthony Delaplace* | Francja     |             | 89.         |
| 213                                                  | Julien El Fares    | Francja     |             | 81.         |
| 214                                                  | Jonathan Hivert    | Francja     |             | 151.        |
| 215                                                  | Cyril Lemoine      | Francja     |             | 112.        |
| 216                                                  | Jean-Marc Marino   | Francja     |             | 116.        |
| 217                                                  | Maxime Méderel     | Francja     |             | 52.         |
| 218                                                  | Julien Simon       | Francja     |             | 87.         |
| 219                                                  | Alexis Vuillermoz* | Francja     |             | 46.         |
| Dyrektorzy sportowi: Nicolas Guillé, Lylian Lebreton |                    |             |             |             |

## Kraje reprezentowane przez kolarzy
| Państwo                      | Liczba kolarzy | Liczba kolarzy, którzy ukończyli etapy | Wygrane etapy                                          |
| ---------------------------- | -------------- | -------------------------------------- | ------------------------------------------------------ |
| Australia                    | 11             | 10                                     | 1 (Simon Gerrans x1)                                   |
| Belgia                       | 12             | 10                                     | 1 (Jan Bakelants x1)                                   |
| Białoruś                     | 3              | 2                                      |                                                        |
| Brazylia                     | 1              | 1                                      |                                                        |
| Czechy                       | 1              | 1                                      |                                                        |
| Dania                        | 3              | 3                                      |                                                        |
| Estonia                      | 1              | 1                                      |                                                        |
| Francja                      | 42             | 35                                     | 1 (Christophe Riblon x1)                               |
| Hiszpania                    | 27             | 24                                     |                                                        |
| Holandia                     | 17             | 14                                     |                                                        |
| Irlandia                     | 2              | 2                                      | 1 (Daniel Martin x1)                                   |
| Japonia                      | 1              | 1                                      |                                                        |
| Kanada                       | 3              | 3                                      |                                                        |
| Kazachstan                   | 4              | 2                                      |                                                        |
| Kolumbia                     | 2              | 2                                      | 1 (Nairo Quintana x1)                                  |
| Kostaryka                    | 1              | 1                                      |                                                        |
| Litwa                        | 1              | 1                                      |                                                        |
| Luksemburg                   | 2              | 2                                      |                                                        |
| Łotwa                        | 1              | 1                                      |                                                        |
| Niemcy                       | 10             | 9                                      | 6 (Marcel Kittel x4, André Greipel x1, Tony Martin x1) |
| Norwegia                     | 3              | 2                                      |                                                        |
| Nowa Zelandia                | 2              | 1                                      |                                                        |
| Polska                       | 3              | 3                                      |                                                        |
| Portugalia                   | 2              | 2                                      | 2 (Rui Alberto Faria da Costa x2)                      |
| Republika Południowej Afryki | 1              | 1                                      |                                                        |
| Rosja                        | 3              | 3                                      |                                                        |
| Słowacja                     | 2              | 2                                      | 1 (Peter Sagan x1)                                     |
| Słowenia                     | 2              | 1                                      |                                                        |
| Stany Zjednoczone            | 6              | 6                                      |                                                        |
| Szwajcaria                   | 3              | 2                                      |                                                        |
| Szwecja                      | 1              | 0                                      | 0                                                      |
| Uzbekistan                   | 1              | 1                                      |                                                        |
| Wielka Brytania              | 6              | 6                                      | 5 (Chris Froome x3, Mark Cavendish x2)                 |
| Włochy                       | 18             | 16                                     | 1 (Matteo Trentin x1)                                  |
| RAZEM                        | 198            | 169                                    |                                                        |